# Tarnogród (gemeente)

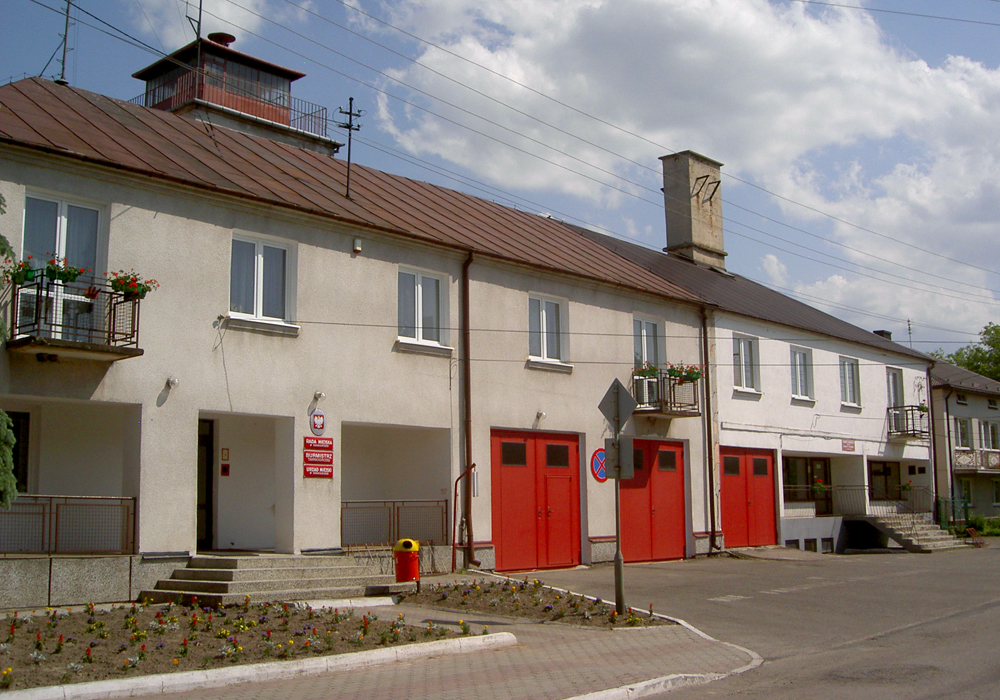
Stad- en gemeentediensten Tarnogród

De gemeente Tarnogród is een stad- en landgemeente in het Poolse woiwodschap Lublin, in powiat Biłgorajski.
Zetel van de gemeente is in de stad Tarnogród.
Op 31 december 2006, telde de gemeente 6.839 inwoners

## Oppervlakte gegevens
In 2002 bedroeg de totale oppervlakte van gemeente Tarnogród 113,97 km², waarvan:
- agrarisch gebied: 69%
- bossen: 26%

De gemeente beslaat 6,79% van de totale oppervlakte van de powiat.

## Demografie
Stand op 31 december 2005:
| Omschrijving                   | Totaal | Totaal | Vrouwen | Vrouwen | Mannen | Mannen |
| ------------------------------ | ------ | ------ | ------- | ------- | ------ | ------ |
| eenheid                        | aantal | %      | aantal  | %       | aantal | %      |
| inwoners                       | 6963   | 100    | 3468    | 49,8    | 3495   | 50,2   |
| bevolkingsdichtheid (inw./km²) | 61,1   | 61,1   | 30,4    | 30,4    | 30,7   | 30,7   |

In 2002 bedroeg het gemiddelde inkomen per inwoner 1522,12 zł.

## Plaatsen
- Stad: Tarnogród
- Sołectwa: Luchów Dolny, Luchów Górny, Pierogowiec, Różaniec Drugi, Różaniec Pierwszy, Wola Różaniecka
- Zonder de status sołectwo : Bolesławin, Cichy, Jamieńszczyzna, Kolonia Różaniecka, Koniec, Popówka, Różaniec-Szkoła, Zagrody.

## Aangrenzende gemeenten
Adamówka, Biszcza, Księżpol, Kuryłówka, Łukowa, Obsza, Stary Dzików, Adamówka,